# Г. Бім Пайпер
Г. Бім Пайпер (англ. Henry (Horace) Beam Piper, 23 квітня 1904 — приблизно 6 листопада 1964) — американський письменник-фантаст. Існують питання що до його справжнього імені, бо він підписував свої твори як «Г. Бім Пайпер» (англ. H. Beam Piper), на його надгробку написано «Генрі», копію «Маленького пухнастика», яку він подарував кузену, підписано «Чарльзу від Генрі», проте сам він себе частіше називав іменем «Горацій». Найбільш відомий за своїм обширним циклом науково-фантастичних творів «Майбутня історія терранської людини» (англ. Terro-Human Future History), а також за циклом творів в жанрі альтернативної історії «Парачас» (англ. Paratime).

## Біографія
Бім Пайпер народився в 1904 році в Алтуна, Пенсильванія в сім'ї протестантів Герберта і Гаріет Пайпер. Його було виключено з школи і тому він учився самостійно. Йому подобались історія і наука, що потім стало об'єктом його робіт. В вісімнадцять років почав працювати на залізницю «Pennsylvania Railroad», і в той ж час підробляв сторожем в нічну зміну. Всі свої гроші він використовував на замовлення науково-фантастичних журналів на пошті. Жив разом з матір'ю, аж до її смерті в 1955. Також Пайпер був членом Національної стрілецької асоціації і володів великою колекцією стрілецької і холодної зброї різних віків.
Пайпер одружився з Бетті Херст, але шлюб закінчився розлученням в 1959 році і без дітей. Все своє життя він курив люльку, а вів не надто здоровий спосіб життя, зокрема зловживав кавою і випивкою.
Також в нього в кінці життя були фінансові проблеми через похорони матері, і дорогий відпочинок в Європі. Смерть його літературного агента, який залишив фінансові розрахунки не завершеними, привела до того що останні роки він прожив бідно. Він жив достатньо потаємно і нікому не казав про свої проблеми. В результаті 5 чи 6 листопада 1964 року він здійснив самогубство за допомогою револьвера з власної колекції, попередньо виключивши все в квартирі і постеливши будівельний папір на підлогу і стіни. В своїй передсмертній записці він написав: «Я не люблю залишати безпорядок коли йду, але якщо я зможу прибрати його, я не піду. Г Бім Пайпер»
Письменницька кар'єра Пайпера почалась з містичної повісті Murder in the Gunroom, історія якою будуть спекулювати над його самогубством через велику кількість збігів з повістю. Але перший виданий твір Time and Time Again був опублікований в 1946 році в журналі «Аналог: наукова фантастика та факти», при цьому Пайпер заявив, що писав 26 років до цього моменту. Пайпер продовжував використовувати містичні мотиви в своїх наступних творах, найвідомішим з яких став роман Маленький пухнастик (англ. Little Fuzzy) 1962 року, яка номінувалась на премію Г'юго. Також він написав декілька історичних статей в журналах, але історичні твори в нього виходили не надто популярними.

### Майбутня історія терранської людини

#### Цикл «Федерація»
- 1952 — Повстання Уллера (англ. Uller Uprising)
- 1961 — Чотириденна планета (англ. Four-Day Planet)
- 1963 — Космічний комп'ютер (англ. The Cosmic Computer) (перша назва Планета-звалище (англ. Junkyard Planet), на основі оповідання Graveyard of Dreams 1958)
- 1963 — Космічний вікінг (англ. Space Viking)
- 1981 — Федерація (англ. Federation) (зібрання оповідань)
- 1981 — Імперія (англ. Empire) (зібрання оповідань)

#### Цикл «Пухнастики»
- 1962 — Маленький пухнастик (англ. Little Fuzzy)
- 1964 — Пухнастик розумний (англ. Fuzzy Sapiens) (перша назва Інша людська раса (англ. The Other Human Race))
- 1984 — Пухнастики і інші люди (англ. Fuzzies and Other People)

### Парачас
- 1948 — He Walked Around the Horses
- 1948 — Police Operation
- 1950 — Last Enemy
- 1951 — Genesis
- 1951 — Temple Trouble
- 1955 — Time Crime
- 1965 — Лорд Калван з іншого коли (англ. Lord Kalvan of Otherwhen)

### Інші романи

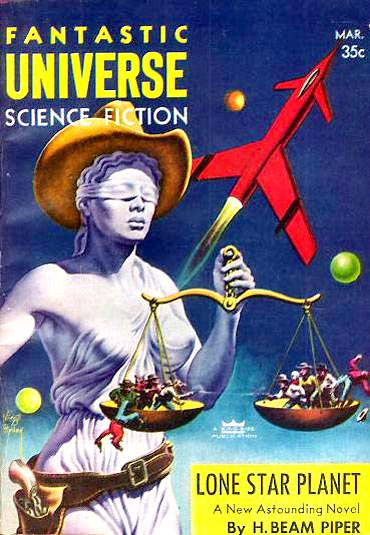
Самотня зоряна планета на обкладинці журналу «Fantastic Universe»

- 1953 — Вбивство в зброярні (англ. Murder in the Gunroom) (детективний роман)
- 1957 — Криза 2140 року (англ. Crisis In 2140) (разом з Джоном МакГайре)
- 1958 — Планета для техасців (англ. Lone Star Planet) (разом з Джоном МакГайре)
- 1982 — Перший цикл (англ. First Cycle) (написано Майклом Курландом з записок Пайпера)

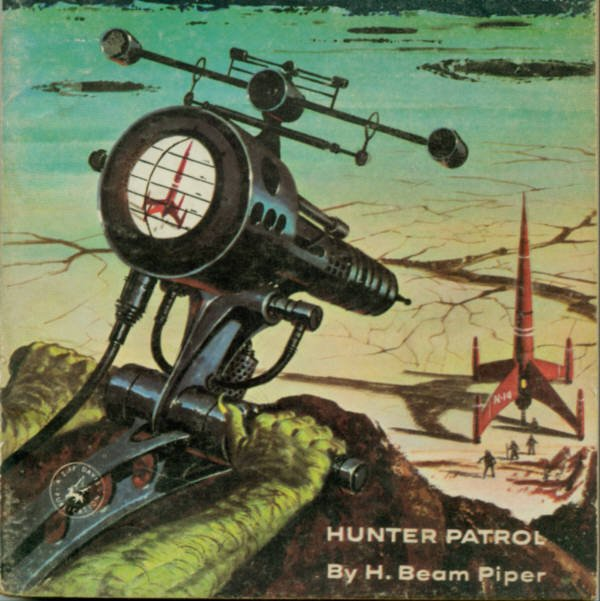
Обкладинка Hunter Patrol, написаного разом з Джоном МакГайре

### Інші короткі історії
- 1947 — Time and Time Again
- 1950 — Flight From Tomorrow
- 1950 — The Mercenaries
- 1950 — Rebel Raider
- 1951 — Day of the Moron [Архівовано 20 липня 2017 у Wayback Machine.]
- 1951 — Dearest
- 1951 — Operation R.S.V.P.
- 1954 — The Return (разом з Джоном МакГайре)
- 1957 — The Edge of the Knife
- 1957 — The Keeper
- 1957 — Omnilingual
- 1958 — Graveyard of Dreams
- 1958 — Ministry of Disturbance (разом з Джоном МакГайре)
- 1959 — The Answer
- 1959 — Crossroads of Destiny
- 1959 — Hunter Patrol (разом з Джоном МакГайре)
- 1960 — Oomphel in the Sky
- 1960 — The Return (разом з Джоном МакГайре)
- 1962 — Naudsonce
- 1962 — A Slave is a Slave
- 1981 — When in the Course